# ピアノソナタ ト長調 (チャイコフスキー)
グランドソナタ （Grande Sonate） ト長調 作品37は、ピョートル・チャイコフスキーが1878年に作曲したピアノソナタ。原題は「大ソナタ」（露: Большая соната）。

## 概要
このピアノソナタは1878年の3月から4月にかけてスイスのクラレンスとカメンカで作曲された。名高いヴァイオリン協奏曲が書かれたのと同じ時期である。弟のアナトーリ宛の手紙の中で、チャイコフスキーはソナタを書くにあたって直面している困難について愚痴をこぼしている。
私はピアノのためのソナタを書いているが（中略）[その作曲は]容易には進まない。（中略）上手くいっておらず、進捗はわずかである（中略）また自分を仕事へと向かわせなければならないが、さほど熱意がわかないのである。数々の望ましい状況に恵まれているにもかかわらず、仕事に対して乗り気でないことが事実であるという、その理由が理解できずにいる。（中略）自分の中から貧弱で粗末な着想を絞り出し、小節ごとに熟考を行っている。しかしその作業を続けながらも、突如霊感が降りてくることを望んでいるのである。
友人でヴァイオリニストのイオシフ・コテックがクラレンスに到着すると、チャイコフスキーはソナタにかかる作業を中断してすぐさまヴァイオリン協奏曲に意識を集中させた。4月の半ばになって再開されたソナタの仕事はその月の終わりまでには仕上がっている。初演はロシア音楽協会のコンサートにおいてニコライ・ルビンシテインのピアノによって行われた。初演は作曲者にとって大変喜ばしいものとなった。
ソナタの演奏は（中略）類稀なる熟達によって行われ、私はそれ以上に何かを聴くためにその場に留まってはいられないほどであった。そのため、私はすっかり夢見心地で会場を後にしたのであった。
本作は後にルビンシテインによって再演されており、批評家からの絶賛に迎えられた。こうして発表当初に大きな称賛を浴びたにもかかわらず、現代のレパートリーにおける地位はいまだ盤石とは言い難い。しばしば批判の矛先が向けられるのはロベルト・シューマン風に敷き詰められた和音である。また、稀に見るメロディー・メーカーであったチャイコフスキーの才能が、本作の中に余すところなく発揮されているとも言い難い。しかし楽曲に込められた創意は極めて豊かであり、「第4交響曲と第2協奏曲の作者がたちまち愉快に見出される」ピアノソナタは聴くものの記憶に残る作品となっている。
初版はユルゲンソンより1879年に出版、曲はカール・クリントヴォルトへと献呈された。

## 演奏時間
約29-33分。

## 楽曲構成

### 第1楽章
Moderato e risoluto 3/4拍子 ト長調
ソナタ形式。序奏なしに行進曲調で英雄的な響きの第1主題が提示される（譜例1）。この主題が全曲を形作っていくことになる。
譜例1
直後に続いてレチタティーヴォ風の楽想が現れる（譜例2）。これも第1主題の一部であり、譜例1とは共通のリズムにより関連付けられている。
譜例2
執拗に付点のリズムを刻む経過句となり、そのクライマックスで譜例1が再び姿を現す。その後は行進の調子が残って推移する。続いて第1主題とは対照的に抒情的な第2主題群が提示される。ホ短調の譜例3とト長調、ト短調を移ろう譜例4である。
譜例3
譜例4
譜例3、譜例4が華麗に変奏されると、簡単なコデッタが置かれて展開部へと進む。展開部では両主題とも大きく発展させられることはない。まず譜例1が出されて大きく盛り上がり、その頂点から分厚い和音が下降する。続いて推移部を経てロ短調から和音とアルペッジョを織り交ぜた譜例1後半の技巧的な展開となる。ペザンテでクライマックスを築き、譜例1前半の動きを繰り返しながら静まっていく。再現部は譜例2から開始して譜例1がその後に出る。次に譜例3がト短調で再現されるが譜例4を省略して譜例3の変奏となる。変ロ長調で譜例4の変奏が現れてコデッタに至り、譜例1に基づくコーダは最後に主音を長く保持して堂々と終結する。

### 第2楽章
Andante non troppo quasi moderato 9/8拍子 ホ長調
譜例5の瞑想的な主題で幕を開ける。この主題は大部分がロ音とハ音のみにより成り立っているが、付された精妙な和声はその事実を感じさせない。
譜例5
シューマンを思い起こさせるような付点リズムを伴うエピソードが挿入され（譜例6）、再び譜例5がオクターヴで歌われる。
譜例6
中間部ではハ長調に転じて動きのある主題が奏でられる（譜例7）。
譜例7
譜例7が左手に移ると3連符が彩りを添え、3連符を伴奏としたまま大きな盛り上がりを築く。上昇する3連符のアルペッジョに乗って譜例5が回帰して譜例6も続く。譜例6の付点リズムが対位法的に発展して譜例5も加わり、最大のクライマックスが形成される。1小節を超える全休止を置いてから譜例5が回想され、コーダではシンコペーションのリズムの上に中間部の主題がホ短調で歌われ、最弱音からさらに音を弱めて消え入るように終わりを迎える。

### 第3楽章
SCHERZO, Allegro giocoso 6/16拍子 ト長調
創意を感じさせるスケルツォ。冒頭、譜例8で開始する主題では1拍目の音をほとんど感じることができない。
譜例8
経過的な中間エピソードを挟んで、譜例8を繰り返すと第1部を終える。トリオでは変ホ長調となる（譜例9）。流れの頂上に主題を置くように書かれており、ここでも1拍目の存在感は希薄である。
譜例9
ピアニッシモのごく短い中間部を経て譜例9が再び奏され、間もなくスケルツォへと回帰する。末尾に譜例8によるコーダがあり、スタッカートで次第に音量を弱めて閉じられる。

### 第4楽章
FINALE, Allegro vivace 2/4拍子 ト長調
ロンド形式。第1楽章同様に堂々たる音楽が志向されている。音楽は和音の強奏に開始して、たちまち16分音符の流れの中に飲み込まれる（譜例10）。
譜例10
譜例10を繰り返すと、弦楽器と木管楽器の響きを連想させるスタッカートの主題が現れる（譜例11）。
譜例11
譜例11には抒情的な譜例12が後続する。
譜例12
譜例12が勢いを弱めて低音に残した音が次第に上昇、クレッシェンドして譜例10の再現を導く。譜例10が2回奏されると温かみのある主題が熱っぽく歌われる（譜例13）。
譜例13
しばらく譜例13の展開が行われた後、再び譜例10へと戻って譜例11もロ短調で続く。そのまま譜例12も再現され、最後に譜例10が奏されると頂点に到達してコーダとなる。コーダでは絶え間なく主音が打ち鳴らされる中で譜例13を回想し、管弦楽的な響きによって全曲を確固たる終結に導く。